# Carlo Graziani
 (mai 2022).
Pour les articles homonymes, voir Graziani.
Carlo Graziani (né à Asti à une date inconnue et mort en 1787 à Potsdam) est un compositeur et violoncelliste italien du XVIIIe siècle.

## Biographie
Virtuose du violoncelle, Carlo Graziani quitte sa ville natale très tôt et part pour Paris, Londres, Francfort, Berlin puis Potsdam. Frédéric-Guillaume II de Prusse a été son élève.

## Discographie
- En Voyage vers Beslau : Sonates pour violoncelle – Gaetano Nasillo, violoncelle ; Luca Guglielmi, clavecin et Sara Bennici, violoncelle (2010, Arcana A362) (OCLC 759380969)
- Concerto pour violoncelle en ut majeur – Edgar Moreau, violoncelle ; il Pomo d'oro, dir. Riccardo Minasi (janvier 2015, Parlophone) (OCLC 944257012) — Avec Haydn, Platti, Boccherini et Vivaldi.
- Six sonates pour violoncelle et continuo op. 3 – Stefano Cerrato, violoncelle ; Armoniosa : Michele Barchi, clavecin et Marco Demaria, violoncelle (15-18 mai 2017, 2 CD Rubicon) (OCLC 1015226940)